# الإعاقة في ليسوتو
منذُ عام 2001، كان حوالي 4.2% من سكان ليسوتو يعانون من نسبة من الإعاقة، وثلثهم من الأطفال دون سن 15 عاماً.

## تصنيف
تشكل الإعاقة في ليسوتو من إعاقات بصرية أو سمعية أو حركية أو فقداً الذاكرى أو شلل أو الصم.

## القانون والسياسة
تنص المادة 33 من دستور ليسوتو على إعادة تأهيل الأشخاص من ذوي الإعاقة وتدريبهم وإعادة توطينهم اجتماعياً. انضمت ليسوتو إلى اتفاقية الأمم المتحدة لحقوق الأشخاص ذوي الإعاقة في 2 كانون الأول 2008. تهدف السياسة الوطنية للإعاقة وإعادة التأهيل (ان دي ار بي) 201149 إلى توجيه حكومة ليسوتو في تصميم البرامج والتدخلات الخاصة بالإعاقة.

## المناصرة
تأسس الاتحاد الوطني لمنظمات ذوي الإعاقة في ليسوتو في عام 1989 باعتباره هيئة الشاملة لمنظمات ذوي الإعاقة. تتكون هذه المنظمة من: الجمعية الوطنية للمعوقين جسدياً في ليسوتو (ايل ان اي بي دي)، وجمعية الإعاقة الفكرية في ليسوتو (اي دي اي ايل)، والرابطة الوطنية للأشخاص المعوقين بصرياً في ليسوتو (ايل ان ايل في اي بي)، والجمعية الوطنية للصم في ليسوتو (ان اي دي ايل).

## توظيف
يعتمد أكثر من 65% من الأشخاص من ذوي الإعاقة في ليسوتو على عائلاتهم وجيرانهم في معيشتهم اليومية.

## رياضة
شاركت ليسوتو لأول مرة في الألعاب البارالمبية في دورة الألعاب البارالمبية الصيفية لعام 2000 التي اقيمت في سيدني. حيث شارك ليسوتو في كل النسخ من دورة الألعاب البارالمبية الصيفية، لكنها لم تشارك قط في دورة الألعاب البارالمبية الشتوية. ولم تفز ليسوتو في ميدالية في دورة الألعاب البارالمبية.

## روابط خارجية
- "Lesotho National Disability Mainstreaming Plan" (PDF). United Nations. مؤرشف من الأصل (PDF) في 2023-10-31.